# 3x3

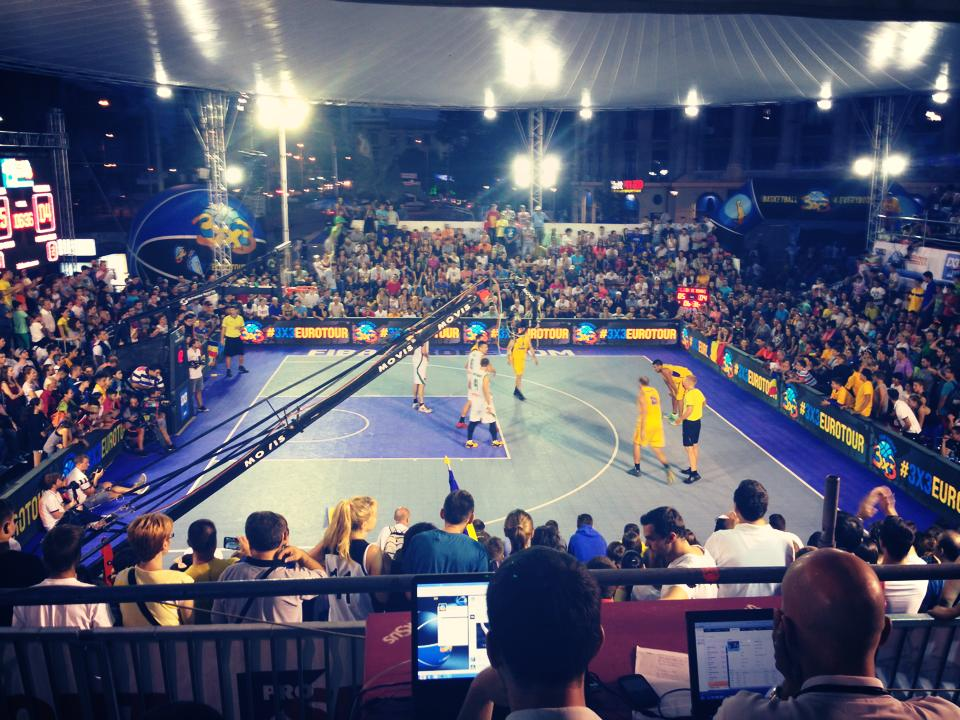
2014年FIBA3x3ユーロツアーでの試合

3x3（正式呼称：スリーエックススリー）は、ストリートボールなどで普及している3人制バスケットボールから生まれたスポーツ競技。国際バスケットボール連盟（FIBA）が国際競技連盟として推進している。2020年東京オリンピック大会から正式種目として採用された。旧名称はスリーバイスリー。

## 概要
試合は1チーム3人（交代要員含め4人）で、コートのサイズは通常のバスケットボールの半分（ハーフコート）と比較的少人数で気軽にできるスポーツである。
ハーフコートで行われるバスケットボールとしては、3on3（ストリートボール）が従前より行われてきていた。3on3には統一されたルールがないものの、おおむね、各プレーのスタートはセンターサークルより攻防側のフォーメーションが組まれた状態で始めることが多かった。
3x3は、攻守交代（スティールのみならず、得点を決められたときも含む）が発生した際は、いったん2ポイントラインの外側にボールを出せば止まらずに試合が続けられ、その点が3on3との違いの一つとなっている。
試合は1試合10分間の21点ノックアウトで行われ、ショットクロックは12秒。両チームが同一のゴールにシュートする。
通常のシュートによる得点は1点、通常のバスケットボールの3ポイントラインは2ポイントラインとなり、その外から決まったシュートでは2点となる。

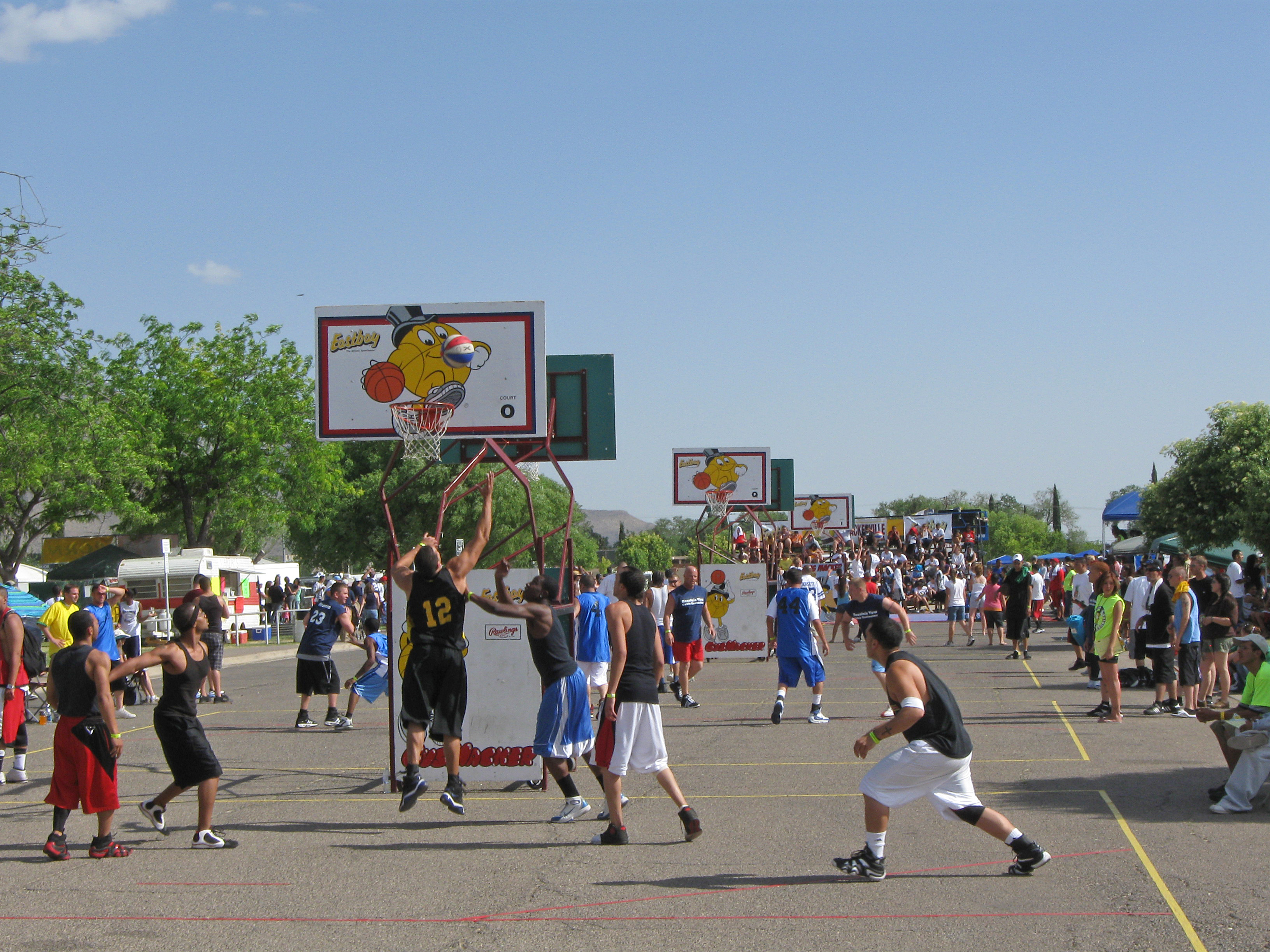
3x3の元となったストリートボール3on3の大会、アメリカニューメキシコ州アラモゴードでの2009ガス・マッカー3on3バスケットボール・トーナメント

## 大会
- 3x3.EXE PREMIER - 台湾、インドネシア、ニュージーランド、日本、韓国、タイのチームが参加するプロリーグ。
- FIBA3x3ワールドカップ・FIBA 3x3 U23ワールドカップ・FIBA 3x3 U18ワールドカップ - FIBA主催の大会。
- FIBA 3x3ワールドツアー - FIBA主催のクラブチーム大会。
- 3XS（トライクロス） - 日本国内のチームが参加するプロリーグ[7]。

## 沿革
- 2007年 - 2007年アジアインドアゲームズにて国際競技大会の公開競技として初めて実施。
- 2009年 - 2009年アジアユースゲームズで国際競技大会の正式競技として初めて実施。
- 2010年 - ユースオリンピックで世界規模の競技大会の正式競技として初めて実施。FIBAがオリンピック正式種目入りを目指すことを表明。
- 2011年 - FIBA U-18世界選手権を初開催。
- 2012年 - FIBA 3x3世界選手権（後のFIBA3x3ワールドカップ）、FIBA 3x3ワールドツアー初開催。世界個人ランキングポイント制度 3x3Planet の導入。
- 2013年 - 日本で3x3.EXE大会の開催を開始（翌年プレミアリーグ発足）。
- 2017年 - 同年6月9日、国際オリンピック委員会理事会にて2020年東京オリンピックで正式種目での実施を決定。
- 2021年 - 東京オリンピックで正式種目として初めて実施。
- 2022年 - 3XS（トライクロス）発足[8]。日本のプロリーグ参加チーム数が50チームを超えた。